# Mata Naranjo, Tres Valles
Mata Naranjo är en ort i Mexiko.   Den ligger i kommunen Tres Valles och delstaten Veracruz, i den sydöstra delen av landet, 300 km öster om huvudstaden Mexico City. Mata Naranjo ligger 48 meter över havet och antalet invånare är 179.
Terrängen runt Mata Naranjo är platt. Runt Mata Naranjo är det ganska tätbefolkat, med 139 invånare per kvadratkilometer. Närmaste större samhälle är Nuevo Paso Nazareno, 8,4 km sydväst om Mata Naranjo. Trakten runt Mata Naranjo består till största delen av jordbruksmark.